# Wielkie Sioło (rejon szarkowszczyński)
Wielkie Sioło (biał. Вялікае Сяло; ros. Великое Село) – agromiasteczko na Białorusi, w obwodzie witebskim, w rejonie szarkowszczyńskim, w sielsowiecie Hermanowicze.
Dawniej używana nazwa – Wielka Wieś.

## Historia
W czasach zaborów wieś w gminie Ihumenowo, w powiecie dzisieńskim, w guberni wileńskiej Imperium Rosyjskiego. Pod koniec XIX wieku własność ks. Puzynów.
W latach 1921–1945 wieś leżała w Polsce, w województwie wileńskim, w powiecie dziśnieńskim, w gminie Hermanowicze.
Według Powszechnego Spisu Ludności z 1921 roku zamieszkiwało tu 401 osób, 10 było wyznania rzymskokatolickiego, 307 prawosławnego, 80 staroobrzędowego a 4 mojżeszowego. Jednocześnie 5 mieszkańców zadeklarowało polską a 396 białoruską przynależność narodową. Było tu 74 budynków mieszkalnych. W 1931 w 81 domach zamieszkiwało 429 osób.
Wierni należeli do parafii rzymskokatolickiej w Hermanowiczach i prawosławnej w Szkuncikach. Miejscowość podlegała pod Sąd Grodzki w Łużkach i Okręgowy w Wilnie; właściwy urząd pocztowy mieścił się w Hermanowiczach.
W wyniku napaści ZSRR na Polskę we wrześniu 1939 miejscowość znalazła się pod okupacją sowiecką. 2 listopada została włączona do Białoruskiej SRR. Od czerwca 1941 roku pod okupacją niemiecką. W 1944 miejscowość została ponownie zajęta przez wojska sowieckie i włączona do Białoruskiej SRR.
Od 1991 w składzie niepodległej Białorusi.
Urodził się tu Michaś Zuj – białoruski działacz narodowy.